# Gert Emmens
Gert Emmens (* 12. Dezember 1957 in Haastrecht) ist ein niederländischer Musiker. Er gilt als typischer Vertreter der modernen Berliner Schule.
Gert Emmens zeigte schon früh Interesse für die Elektronische Musik. Sein Durchbruch gelang ihm im Jahr 2003 mit dem Album Obscure Movements In Twilight Shades, welches Emmens am elektronischen Musikfestival E-Live an der Technischen Universität Eindhoven live aufführte. Das Konzert war ein großer Erfolg, so dass Emmens im Folgejahr wieder gebeten wurde, ein Konzert zu geben.

## Diskografie
- Light The Light (1995)
- Elektra (1999)
- Asteroids (2001)
- Wanderer Of Time (2003)
- Obscure Movements In Twilight Shades (2003)
- Live – A Long Way From Home (2004)
- Waves Of Dreams (2004)
- When Darkness Falls Upon The Earth (2005)
- Tale Of The Warlock (2006)
- A Boy's World (2007)
- The Nearest Faraway Place – Volume 1 (2008)
- The Nearest Faraway Place – Volume 2 (2009)
- The Nearest Faraway Place – Volume 3 (2010)
- Metamorphosis (2010)
- An Artist's Stroke (2012)

## Kollaborationen
- Gert Emmens & Ruud Heij – Return To The Origin (2004)
- Gert Emmens & Ruud Heij – Blind Watchers Of A Vanishing Night (2005)
- Gert Emmens & Ruud Heij – Journey (2007)
- Gert Emmens & Ruud Heij – Silent Witnesses of Industrial Landscapes (2008)
- Gert Emmens & Ruud Heij – The Sculpture Garden (2011)
- Gert Emmens & Free System Projekt – Legacy (2011)